# 수유로
수유로 (水踰路)는 서울특별시 강북구의 도로이다. 삼양로에서 시작하여 덕릉로와 교차하여 노해로에서 끝난다. 이 도로는 강북구 관내를 지나는 15개 간선도로 중 구간길이가 840 미터로 가장 짧으며, 2009년 체계개편 이전 이름은 '무너미길'이었다. 개명된 이름의 부여사유는 '삼각산 골짜기에서 물이 넘쳤기 때문에 물 수자와 넘칠 유자를 써서 붙여진 이름'이다.